# Our Twenty For (WINNER韓語單曲)
《OUR TWENTY FOR》是韓國男子組合WINNER 自四月推出單曲專輯《FATE NUMBER FOR》後，時隔滿四個月回歸的新作品，並延續上一張專輯的發行日期，此次為8月4日下午4點正式線上發行，並於8月7日發行實體專輯。專輯名為《OUR TWENTY FOR》，是表達WINNER的年輕活力、對音樂的熱情與彼此深厚的友誼。且考慮到成員平均年齡為24（Twenty four）歲，此名稱也含有「青春」的雙重意義。專輯的版本分別為《For Dream》和《For Youth》。

## 概要
《FATE NUMBER FOR》代表迎接新的開始和命運數字，《OUR TWENTY FOR》則集中表現了WINNER的花漾年華和炙熱的愛情，並忠實於目前的二十代青春。WINNER此次打破YG的慣例，僅隔4個月高速回歸，不僅是對新曲充满自信，也是因為收錄曲符合夏季聆聽。雙主打曲《LOVE ME LOVE ME》和《ISLAND》都充滿著夏季的清爽感，且兩首歌曲其實在《REALLY REALLY》活動前就開始創作，等待夏季發售。
第一首主打曲《LOVE ME LOVE ME》是一首帶有讓人上癮的復古風迪斯科節奏和浪漫清新電音，活潑新穎的旋律，與團體特有的幹練感性詮釋出現代感。爵士鼓旋律下，龐克吉他音樂融为一體，同時呈現静態和活潑的反差魅力，其中HOOK旋律和歌詞是一亮點。而由YG娛樂梁鉉錫會長親自編出與副歌歌詞相應的手指心舞蹈，也是一大亮點。
第二首主打曲《ISLAND》是一首以『島嶼』為中心主題，將異域元素融進歌詞裡，以電子舞曲類型中的Pluck Synth和Catch Brass Lid組成的Intro部分讓人印象深刻，屬於Dance Hall / Tropical音樂，帶來清凉感受。此曲相較於同為Tropical歌曲的《REALLY REALLY》，選擇了更加強烈的節奏和素材，更能引發興致，是一首充满浪漫感性的熱帶風清新電音。且在主歌、副歌、及重唱部分通過編曲維持歌曲張力的同時與歌詞相契合的元素令人沉迷。
兩首音樂錄影帶皆拍攝於美國夏威夷，畫面以熱帶海島碧藍的天空和大海為背景，營造出濃濃夏日風情，成員們自由奔放的身影展現其中，充分表達出WINNER傾訴的青春和熱情以及其所追求的音樂風格。

## 曲目
| 曲序     | 曲目                     |                                 | 作曲                            | 编曲          | 时长  |
| -------- | ------------------------ | ------------------------------- | ------------------------------- | ------------- | ----- |
| 1.       | Love Me Love Me          | 姜昇潤 宋旻浩 李昇勳            | 姜昇潤 宋旻浩 FUTURE BOUNCE     | FUTURE BOUNCE | 3:37  |
| 2.       | Island                   | 姜昇潤 宋旻浩 李昇勳 Bekuh BOOM | FUTURE BOUNCE Bekuh BOOM 姜昇潤 | FUTURE BOUNCE | 3:27  |
| 3.       | Love Me Love Me（Inst.） |                                 | 姜昇潤 宋旻浩 FUTURE BOUNCE     | FUTURE BOUNCE | 3:37  |
| 4.       | Island（Inst.）          |                                 | FUTURE BOUNCE Bekuh BOOM 姜昇潤 | FUTURE BOUNCE | 3:27  |
| 总时长： | 总时长：                 | 总时长：                        | 总时长：                        | 总时长：      | 14:08 |

## 排行榜成績

### Gaon Chart
| 地區 | 榜單       | 類型     | 停留時間              | 最高位置 | 銷量   | 參考資料 |
| 韓國 | Gaon單曲榜 | 單曲週榜 | 2017年7月30日－8月5日 | #5       | －     | [ 6 ]    |
| 韓國 | Gaon單曲榜 | 單曲月榜 | 2017年8月             | #9       | －     | [ 7 ]    |
| 韓國 | Gaon專輯榜 | 專輯周榜 | 2017年8月6日－8月12日 | #3       | －     | [ 8 ]    |
| 韓國 | Gaon專輯榜 | 專輯月榜 | 2017年8月             | #7       | 56,688 | [ 9 ]    |
| 韓國 | Gaon專輯榜 | 專輯年榜 | 2017年                | #62      | 57,502 | [ 10 ]   |

## 發行歷史
| 地區     | 日期         | 發行公司          | 格式     |
|          | 2017年8月4日 | YG娛樂、Genie音樂 | 數碼下載 |
| 全球     | 2017年8月4日 | YG娛樂、Genie音樂 | 數碼下載 |
| 中華民國 | 2017年8月8日 | 臺灣華納音樂      | 數碼下載 |
|          | 2017年8月7日 | YG娛樂、Genie音樂 | 實體專輯 |